# Proximus Diamond Games 2003
Il Proximus Diamond Games 2003 è stato un torneo di tennis giocato sul cemento. È stata la 2ª edizione del Proximus Diamond Games, che fa parte della categoria Tier II nell'ambito del WTA Tour 2003. Si è giocato al Sportpaleis di Anversa in Belgio dal 10 al 16 febbraio 2003.

## Campionesse

### Singolare
Venus Williams ha battuto in finale  Kim Clijsters con il punteggio di 6–2, 6–4

### Doppio
Kim Clijsters /  Ai Sugiyama hanno battuto in finale  Nathalie Dechy /  Émilie Loit con il punteggio di 6–2, 6–0